# Брезовица на Бизељскем
Брезовица на Бизељскем (словен. Brezovica na Bizeljskem) је насељено место у општини Брежице, Посавска регија, Словенија.

## Историја
До територијалне реорганизације у Словенији била је у саставу старе општине Брежице.

## Становништво
У попису становништва из 2011. године, Брезовица на Бизељскем је имала 99 становника.
| Број становника према пописима | Број становника према пописима | Број становника према пописима |
| ------------------------------ | ------------------------------ | ------------------------------ |
| 1991                           | 2002                           | 2011                           |
| 111                            | 110                            | 99                             |

Напомена: До 1953. исказивано под именом Брезовица. Године 1982. умањено за део насеља који је припојен насељу Бизељско.